# فرد زينر
فرد زينر (بالفرنسية: Fred Zinner)‏ هو منافس ألعاب قوى بلجيكي، ولد في 14 أغسطس 1903، وتوفي في 6 يناير 1994.

## وصلات خارجية
- فرد زينر على موقع أوليمبيديا (الإنجليزية)